# Khởi nghĩa Lê Ngọc
Khởi nghĩa Lê Ngọc là cuộc kháng chiến chống nhà Đường, diễn ra vào đầu thế kỷ VII, do Lê Ngọc (còn gọi là Lê Cốc) cùng 4 người con lãnh đạo.

## Thân thế của Lê Ngọc
Theo thần tích của đền thờ Lê Ngọc tại tổng Thạch Khê, nay thuộc thành phố Thanh Hóa, tỉnh Thanh Hóa, tổ tiên của Lê Ngọc làm quan nhà Tấn, được phong tước hầu. Đến thời nhà Lương đã có 3 đời liên tiếp được phong hầu. Sang đến đời nhà Tùy, Lê Ngọc được phong Tuyên uy tướng quân Nhật Nam thái thú (quận Nhật Nam lúc này tương ứng với các tỉnh Nghệ An, Hà Tĩnh ngày nay), sau đổi làm Cửu Chân thái thú.

## Diễn biến khởi nghĩa
Cuối đời Tùy, hào kiệt các nơi nổi lên cát cứ, Lê Ngọc cũng cát cứ ở quận Cửu Chân. Khi nhà Đường thay thế nhà Tùy, Lê Ngọc không chịu thần phục nhà Đường, ông theo Tiêu Tiển, là người đã xưng vương ở đất Ba Lăng (Hồ Nam), cùng chống lại nhà Đường, chia các con chiếm giữ các địa phương.
Lê Ngọc đóng đô ở Đông Phố (tức Đồng Pho, nay thuộc xã Đông Hòa, thành phố Thanh Hóa, tỉnh Thanh Hóa), gọi là kinh đô Trường Xuân, tự quản Cửu Chân chống lại nhà Đường cho đến đầu thế kỷ VII. Tại làng Đồng Pho hiện còn dấu vết các đường phố thẳng và các giếng nước xây bằng đá, có thể là một trấn thành, được coi là căn cứ của Lê Ngọc.
Năm 622, sau khi Tiêu Tiển bị nhà Đường tiêu diệt, thái thú Giao Chỉ (Bắc Bộ ngày nay) là Khâu Hòa, trước là đồng minh của Tiêu Tiển, đã đầu hàng nhà Đường và được giữ nguyên chức Thái thú Giao Chỉ. Lê Ngọc không chịu đầu hàng mà lui về trấn thủ dân địa phương.
Sau gần 3 năm chiến đấu chống lại quân đội nhà Đường, do tương quan lực lượng quá chênh lệch, cuộc khởi nghĩa Lê Ngọc đã thất bại. Gia đình Lê Ngọc bị tử nạn, chỉ còn người con trai thứ 3 là Lê Hựu bấy giờ đang đương chức Tham Xung Tá Quốc Công, thoát khỏi vòng vây nhưng bị trọng thương, chạy về căn cứ của chị gái ở Dốc Bò Lăn, nay thuộc huyện Như Xuân. Nhưng khi vừa qua Chạ Kẻ Nưa (thị trấn Nưa ngày nay) thì Lê Hựu mất. Chị gái của Lê Hựu từ Dốc Bò Lăn đem quân hỗ trợ cha và các em, đến khu vực Cầu Quan (nay thuộc xã Trung Chính, huyện Nông Cống) thì biết tin dữ, bèn nhảy sông Cầu Quan tự vẫn.

## Thờ phụng
Hai đạo sắc phong thần cho Lê Ngọc, có niên đại triều Cảnh Hưng thứ 1 (1740) còn lưu giữ ở làng Trường Xuân do cụ ông Lê Viết Hổ lưu giữ trong thời kỳ chiến tranh và đã bàn giao cho sở Văn Hóa Thông Tin tỉnh Thanh Hóa và sau đó sở Văn Hóa Thông Tin Tỉnh đã bàn giao 2 bản sắc phong về làng Trường Xuân, xã Đông Ninh cho thấy triều đình phong kiến nước ta xem Lê Ngọc là người "Hộ quốc tý dân" (giúp nước, che chở cho dân) và tôn ông là "Hoàng đế".
Lê Ngọc và vợ con của ông đã được nhân dân nhiều nơi trong vùng Đông Sơn, Nông Cống lập đền thờ.
- Làng Viên Khê,Làng Thanh Oai  xã Đông Khê thờ thành hoàng làng là Cao Hoàng (tức Lê Ngọc) và Long thần (thần rắn cụt đuôi)[1][6]. Ngoài ra còn có đền thờ Chàng Cả đại vương là con Lê Ngọc. Tại nghè Đông Giáp, cùng xã, có thờ Chế Nghiệp, con nuôi Lê Ngọc[1]
- Xã Đông Hòa có đền thờ Lê Ngọc [7], tại làng Đồng Pho[3].
- Xã Đông Ninh có đền thờ Lê Ngọc [8] tại làng Trường Xuân[9]. Đền thờ Lê Ngọc tại xã Đông Ninh đã được tỉnh Thanh Hóa xếp hạng là di tích lịch sử văn hóa cấp tỉnh[10].
- Xã Đông Phú có đền thờ Hoàng Lạp là con trai thứ hai của Lê Ngọc[11].
- Xã Đông Tiến có nghè Tòng Tân thờ Chàng Hai là con trai của Lê Ngọc[12].
- Làng Đông Sơn (nay thuộc phường Hàm Rồng, thành phố Thanh Hóa) thờ Chàng Út đại vương, Duệ hiệu là Đức Thánh Lưỡng làm Thành hoàng[13].
- Nghè Giáp, thị trấn Nưa, huyện Triệu Sơn (trước năm 1964 thuộc huyện Nông Cống) thờ Tham Xung Tá Thánh là Lê Hựu (còn gọi là thánh Lưỡng, con trai thứ ba của Lê Ngọc) và cả gia đình Lê Ngọc (thờ Thánh Ngũ vị)[4].
- Tại xã Tế Nông, huyện Nông Cống có đền thờ Tham Xung Tá quốc tôn thần (Lê Hựu, con trai út của Lê Ngọc)[14] và Tam giang thần mẫu tôn thần (con gái của Lê Ngọc)[4][14].
- Tại xã Tế Tân, huyện Nông Cống có đền thờ Trịnh Liệt Tam giang thần nữ[15]. Tam giang thần mẫu hay Tam giang thần nữ còn được dân gian vùng Nông Cống gọi là Vua Bà[16].
- Tại thôn Cao Minh (làng Mưng), xã Trung Thành có đền Mưng thờ Tham Xung Tá quốc tôn thần[17], gọi là Thánh Lưỡng ngũ vị[15]. Ngày mùng Tám tháng ba âm lịch, ở đây có lệ "em đến thăm chị": Thánh Lưỡng được rước từ đền Mưng xuống đền Vua Bà. Lệ rước bằng thuyền, dọc sông Lãng Giang dài gần 10 km. Từ đó, ở xã Trung Thành có hội chèo thờ tháng Ba, còn gọi là trò hát thờ hay chèo thờ làng Mưng[16].

Ngoài ra, Lê Hựu còn được thờ phụng với tước vị Tham Xung Tá quốc tôn thần tại nhiều địa phương thuộc huyện Nông Cống như: 
thôn Côn Cương, xã Tế Lợi, 
thôn Thổ Vị, xã Tế Thắng, 
thôn Trinh Khiết (làng Ố), xã Tân Phúc, 
thôn Cao Xá, xã Minh Khôi,
thôn Cung Điền (Cung Hoàng), xã Minh Nghĩa,
làng Sa Lý và Lai Phục, xã Thăng Bình,
thôn Lộc Tùy và Phú Đa, xã Công Liêm.

## Bia Trường Xuân
Bia Trường Xuân là một bia đá đá được dựng năm Đại Nghiệp thứ 14 triều nhà Tùy (618) được giáo sư Đào Duy Anh phát hiện năm 1960 tại thôn Trường Xuân, xã Đông Ninh, huyện Đông Sơn, tỉnh Thanh Hóa. Bia khắc chữ Đại Tùy Cửu Chân quận Bảo An đạo tràng chi bi văn, văn bia ca tụng Phật pháp cũng như đạo học và sự nghiệp của viên Thứ sử Cửu Chân họ Lê (Lê Cốc hay Lê Ngọc), người đã lập Bảo An đạo tràng thờ Phật và cho dựng bia kỷ niệm.